# Тіфлет
Тіфлет або Тіфельт (бербер. ⵜⵉⴼⴻⵍⵜ; араб. تيفلت) — місто на північному заході Марокко. Лежить у регіоні Рабат — Сале — Кенітра між містами Хеміссет і Рабат. Біля міста розташовано багато історичних пам’яток, зокрема стародавні берберські, фінікійські та римські поселення. Населення Тіфлету за переписом 2014 року становить 86 709 осіб.
Тіфлет був місцем базування американського Корпусу миру до терактів 11 вересня 2001 року. Працівники Корпусу Миру надавали допомогу місцевим жінкам у бджільництві, допоки уряд США не евакуював своїх громадян через занепокоєння щодо їхньої безпеки. Проте невдовзі Корпус Миру повернувся до міста та зосередився на навчанні місцевого населення різним видам ручної праці та англійській мові.
| Марокко | Це незавершена стаття з географії Марокко. Ви можете допомогти проєкту, виправивши або дописавши її. |